# Kanton Jonzac
Kanton Jonzac (fr. Canton de Jonzac) je francouzský kanton v departementu Charente-Maritime v regionu Poitou-Charentes. Skládá se z 20 obcí.

## Obce kantonu
- Agudelle
- Champagnac
- Chaunac
- Fontaines-d'Ozillac
- Guitinières
- Jonzac
- Léoville
- Lussac
- Meux
- Moings
- Mortiers
- Ozillac
- Réaux
- Saint-Germain-de-Lusignan
- Saint-Martial-de-Vitaterne
- Saint-Maurice-de-Tavernole
- Saint-Médard
- Saint-Simon-de-Bordes
- Vibrac
- Villexavier